# أبو الحزم بن جهور
أبو الحزم جهور بن محمد بن جهور (المتوفي في المحرم 435 هـ) أحد وزراء الدولة الأموية في الأندلس وأول حكام طائفة قرطبة.

## نشأته وأصوله
ولد أبو الحزم جهور بن محمد بن جهور بن عبيد الله بن محمد بن الغمر بن يحيى بن عبد الغافر بن يوسف بن بخت بن أبي عبدة في الأول من المحرم عام 364 هـ لأسرة من أعرق البيوتات القرطبية، فجده الداخل إلى الأندلس يوسف بن بخت مولى عبد الملك بن مروان كان في طالعة بلج بن بشر القشيري، وكان من أنصار عبد الرحمن الداخل الذي ولاه الحجابة، كما ولاه هشام الرضا قيادة الجيوش. ومن بعد ابن بخت تولى العديد من أبنائه مناصب الوزارة والقيادة في عهد أمراء بني أمية وخلفائهم، ومن بعدهم للعامريين المتغلبين على أمر الخلافة. كان أول أمر أبو الحزم جهور توليه منصب الكاتب لعبد الرحمن المنصور الذي كان عهده بداية لاندلاع فتنة الأندلس. تولى أبو الحزم بعد الوزارة لعلي بن حمود لفترة قبل أن ينقلب عليه ويعتقله ويصادر أمواله.

## تولي أبو الحزم
قاد أبو الحزم ثورة القرطبيين على سيطرة البربر أثناء خلافة علي بن حمود الثانية، وطردوهم من قرطبة في المحرم 417 هـ، ثم تزعمهم في قرارهم برد أمر الخلافة لبني أمية، ومبايعة هشام بن محمد بن عبيد الله بن عبد الرحمن الناصر في ربيع الأول 418 هـ. وبعد مقدم المعتد بالله من ألبونت إلى قرطبة في أواخر عام 420 هـ، حكم المعتد قرطبة لعامين، أساء فيهما السيرة، فغضب أهل قرطبة وقرروا خلعه، ففر منها في ذو القعدة 422 هـ، وقرر القرطبيون إلغاء الخلافة وإجلاء الأمويين عن المدينة.
اختارت الجماعة في قرطبة ابن جهور، للحكم. لم ينفرد أبو الحزم بالرياسة، وإنما جمع حوله صفوة الزعماء والقادة، يستشيرهم ويتحدث باسمهم، ويرجع إليهم في الأمور، ويصدر القرارات باسمهم؛ في نظام أقرب ما يكون للنظام الجمهوري. بعد أن تولى أبو الحزم أمر قرطبة، لم ينتقل من داره إلى قصور الخلفاء، ولم يتخذ من مظاهر الملك أو يتلقب بألقاب الخلافة أو يُجرِ رسوم الملك.
جعل أبو الحزم همه الأول الأمن لم ألمّ بقرطبة من أهوال من هجمات البربر أثناء فترة الفتنة، ففرق السلاح في أهل الأسواق وعلى البيوت، حتى فاجئهم أمر تمكنوا من الدفاع عن أنفسهم، واهتم بالقضاء، وحفظ الأموال العامة التي خصص لها من يحفظها، وأشرف عليهم بنفسه. كما عمل على تنشيط الحالة الاقتصادية عن طريق توزيع المال على التجار ليتاجروا به، ويتحصلون منه على الربح ويكون رأس المال للدولة، فازدهرت الأسواق ونمت الموارد.
توفي أبو الحزم جهور بن محمد في 23 محرم 435 هـ، وخلفه ابنه أبو الوليد محمد بن جهور.